# أنيسة أحمد
أنيسة أحمد (بالإنجليزية: Aneesa Ahmed) هي ناشطة في حقوق المرأة من المالديف.

## حياتها

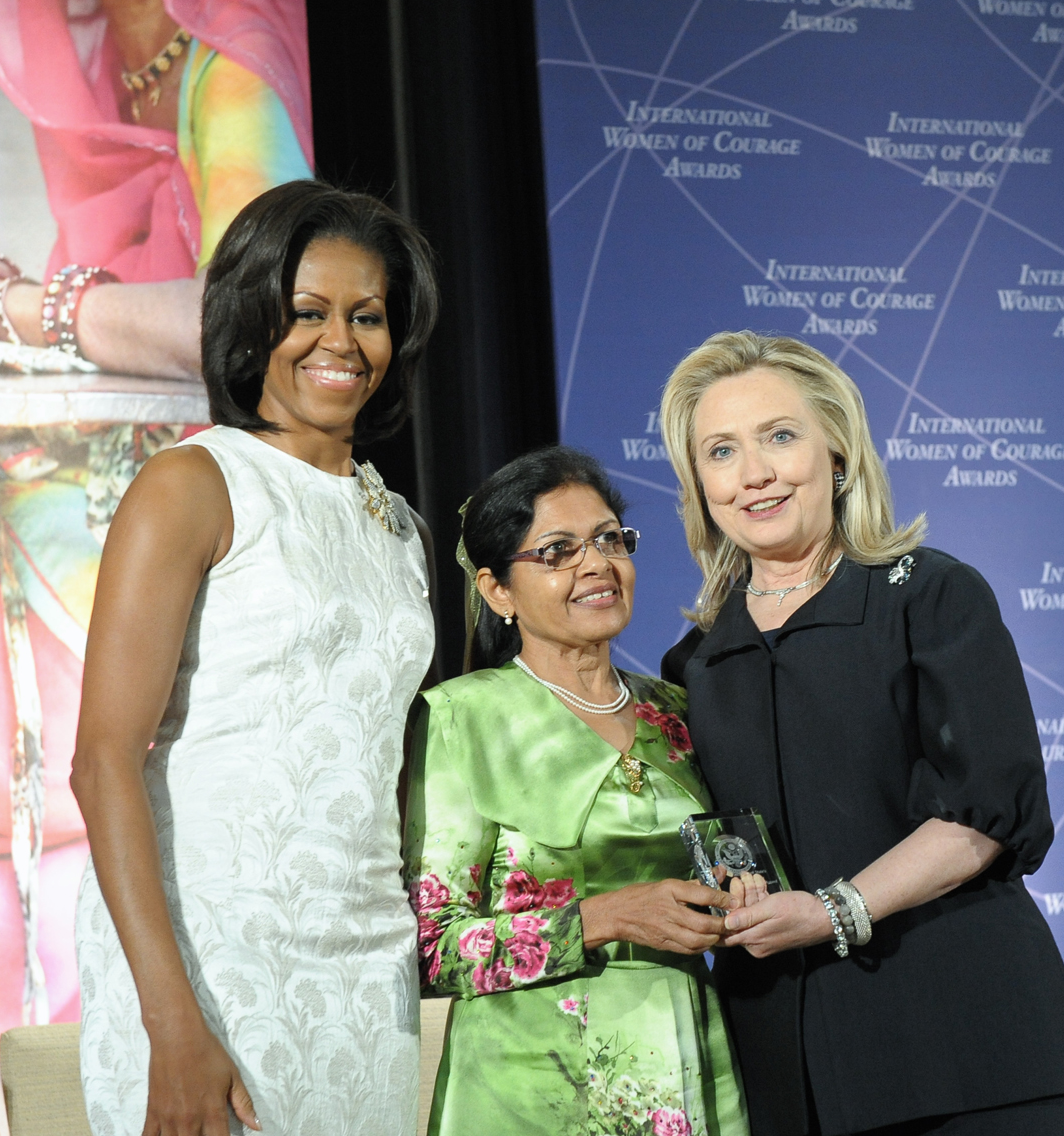
حصلت أنيسة أحمد علىجائزة نساء الشجاعة الدولية من وزيرة الخارجية الأمريكية هيلاري كلينتون والسيدة الأولى ميشيل أوباما في عام 2012

درست أنيسة كزميلة فخرية في جامعة ولاية بنسلفانيا من عام 1985 إلى عام 1986. وشغلت في وقت لاحق منصب نائب وزير شؤون المرأة في جزر المالديف، حيث عرضت موضوع العنف المنزلي رغم أنه كان من المحرمات القيام بذلك. وبعد خدمتها في الحكومة، أسّست أنيسة منظمة «الأمل للنساء» غير الحكومية وعقدت جلسات حول العنف القائم على النوع الاجتماعي مع الشرطة والطلاب وغيرهم. عندما بدأت الإذاعة الوطنية لجزر المالديف بتضمين علماء الدين الذين زعموا أن تشويه الأعضاء التناسلية للإناث أو ما يُعرف بالختان من تعاليم الإسلام، طلبت من الحكومة التدخل وتحدثت علنًا عن الضرر الذي تسببه تشويه الأعضاء التناسلية للإناث.
حصلت أنيسة على جائزة نساء الشجاعة الدولية لعام 2012. كانت أنيسة ثاني امرأة من الماليف تحصل على جائزة نساء الشجاعة الدولية.